# 能瀬慶子
能瀬 慶子（のせ けいこ、1963年（昭和38年）3月16日 - ）は、日本の元アイドル。現在は、大澤慶子。文京区立窪町小学校、文京区立第一中学校、東京都立北高等学校卒業。東京都文京区出身。身長160cm、B80cm、W60cm、H84cm（1984年4月）。

## 来歴・人物
千葉県に生まれ、東京都文京区で育つ。弟が二人居る。1978年（昭和53年）高校在学中に第3回ホリプロタレントスカウトキャラバンで38700人の応募を勝ち抜き優勝。同年映画出演を果たし、1979年（昭和54年）にNAV（現・ポニーキャニオン）からシングル『アテンション・プリーズ』で、歌手としてデビュー。1年で4枚のシングルをリリースする。
さらに同年「赤い激突」以来約1年ぶりに復活した赤いシリーズ第8作「赤い嵐」にヒロインとして出演、柴田恭兵との共演で記憶喪失の少女・小池しのぶを演じた。ホリプロの先輩である山口百恵の代名詞とも言える「赤いシリーズ」への出演で、「百恵の妹」として期待された。
しかしながら歌手としても女優としても大ヒットに恵まれず、「赤い嵐」では二重人格による豹変ぶりが当時話題となったものの、記憶喪失時の「ここはどこ、私は誰？」というセリフと演技がバラエティ番組などのコントによってネタにされるなどした。時期を同じくして、ホリプロは能瀬の後輩である比企理恵や甲斐智枝美を重点的に売り出すことを決め、能瀬の芸能活動は実質1979年の1年のみとなってしまった。
1983年（昭和58年）20歳で引退した後、ミュージシャンと結婚し3児の母となった。
一時期、湯島天神太鼓保存会の一員として活動していた。

## 音楽

### シングル
| 発売日       | 規格        | 規格品番    | 面          | タイトル                     | 作詞        | 作曲        | 編曲        |
| NAV RECORDS  | NAV RECORDS | NAV RECORDS | NAV RECORDS | NAV RECORDS                  | NAV RECORDS | NAV RECORDS | NAV RECORDS |
| ------------ | ----------- | ----------- | ----------- | ---------------------------- | ----------- | ----------- | ----------- |
| 1979年1月5日 | EP          | N-36        | A           | アテンション・プリーズ       | 喜多条忠    | 浜田省吾    | 船山基紀    |
| 1979年1月5日 | EP          | N-36        | B           | フラワー・バス・ステーション | 喜多条忠    | 浜田省吾    | 船山基紀    |
| 1979年4月5日 | EP          | N-40        | A           | 裸足でヤング ラブ            | 浜田省吾    | 浜田省吾    | 船山基紀    |
| 1979年4月5日 | EP          | N-40        | B           | 星空の天使達                 | 喜多条忠    | 浜田省吾    | 船山基紀    |
| 1979年7月5日 | EP          | N-46        | A           | He Is コットン100％          | 三浦徳子    | 大村雅朗    | 大村雅朗    |
| 1979年7月5日 | EP          | N-46        | B           | ハートにシャンプー           | 有川正沙子  | 小泉まさみ  | 大浜和史    |
| 1979年9月5日 | EP          | N-48        | A           | 美少女時代                   | 三浦徳子    | 大村雅朗    | 大村雅朗    |
| 1979年9月5日 | EP          | N-48        | B           | おはようNOVEMBER             | 三浦徳子    | 小泉まさみ  | 船山基紀    |

### アルバム

#### オリジナル・アルバム
| 1979年6月21日 | LP  | C25A0046N                      | ほほえみプレリュード \| 面 \| No. \| タイトル \| 作詞 \| 作曲 \| 編曲 \| \| -- \| --- \| ------------------------------ \| ---------- \| ---------- \| -------- \| \| A \| 1 \| ほほえみプレリュード（前奏曲） \| 三浦徳子 \| 加瀬邦彦 \| 船山基紀 \| \| A \| 2 \| アテンション・プリーズ \| 喜多条忠 \| 浜田省吾 \| 船山基紀 \| \| A \| 3 \| 鏡の国から \| 野原理香 \| 穂口雄右 \| 渡辺茂樹 \| \| A \| 4 \| 新しい予感 \| 水上貴子 \| 加瀬邦彦 \| 大村雅朗 \| \| A \| 5 \| スローモーション \| 野原理香 \| 穂口雄右 \| 渡辺茂樹 \| \| A \| 6 \| 星空の天使達 \| 喜多条忠 \| 浜田省吾 \| 船山基紀 \| \| B \| 1 \| ボンボヤージ \| 喜多条忠 \| 浜田省吾 \| 船山基紀 \| \| B \| 2 \| カリフォルニア \| 三浦徳子 \| 小泉まさみ \| 船山基紀 \| \| B \| 3 \| フラワー・バス・ステーション \| 喜多条忠 \| 浜田省吾 \| 船山基紀 \| \| B \| 4 \| 裸足でヤングラブ \| 浜田省吾 \| 浜田省吾 \| 船山基紀 \| \| B \| 5 \| 海の妹 \| 佐藤真由美 \| 大村雅朗 \| 大村雅朗 \| |            |          |
| 面            | No. | タイトル                       | 作詞 | 作曲       | 編曲     |
| A             | 1   | ほほえみプレリュード（前奏曲） | 三浦徳子 | 加瀬邦彦   | 船山基紀 |
| A             | 2   | アテンション・プリーズ         | 喜多条忠 | 浜田省吾   | 船山基紀 |
| A             | 3   | 鏡の国から                     | 野原理香 | 穂口雄右   | 渡辺茂樹 |
| A             | 4   | 新しい予感                     | 水上貴子 | 加瀬邦彦   | 大村雅朗 |
| A             | 5   | スローモーション               | 野原理香 | 穂口雄右   | 渡辺茂樹 |
| A             | 6   | 星空の天使達                   | 喜多条忠 | 浜田省吾   | 船山基紀 |
| B             | 1   | ボンボヤージ                   | 喜多条忠 | 浜田省吾   | 船山基紀 |
| B             | 2   | カリフォルニア                 | 三浦徳子 | 小泉まさみ | 船山基紀 |
| B             | 3   | フラワー・バス・ステーション   | 喜多条忠 | 浜田省吾   | 船山基紀 |
| B             | 4   | 裸足でヤングラブ               | 浜田省吾 | 浜田省吾   | 船山基紀 |
| B             | 5   | 海の妹                         | 佐藤真由美 | 大村雅朗   | 大村雅朗 |

#### ベスト・アルバム
| 発売日        | レーベル         | 規格 | 規格品番   | アルバム                     |
| ------------- | ---------------- | ---- | ---------- | ---------------------------- |
| 2002年2月20日 | ポニーキャニオン | CD   | PCCA-01651 | Myこれ！クション能瀬慶子BEST |
| 2010年5月17日 | ポニーキャニオン | CD   | PCCS-00126 | Myこれ！Lite 能瀬慶子        |

## 出演

### テレビドラマ
- ナッキーはつむじ風（1978年、TBS）
- 少女探偵スーパーW（1979年、TBS)　- 2回出演
- 赤い嵐（1979年、TBS / 大映テレビ） - 小池しのぶ 役

### 映画
- 炎の舞（1978年） - あやの 役

### テレビコマーシャル
- グリコ「プリッツセサミック・ごま味」（榊原郁恵と共演）
- グリコ・アイスクリーム「ヨーレル」（1979年、1980年は松田聖子に交替）

### 引退後のテレビ出演
- オールナイトフジ（1988年12月3日、フジテレビ）「懐かしのリクエストコーナー」に生出演、湯島白梅太鼓・湯島天神太鼓保存会女子の部リーダーとして鉢巻とハッピ姿でのソロ出演、デビューきっかけのオーディション番組の話からドラマ「赤い嵐」のエピソードとともに現在の近況を報告した。

- '88夏休みスペシャル 思い出のアイドルスター大集合in大磯（1988年7月22日生放送、フジテレビ）※「アテンション・プリーズ」を生演奏で歌唱披露した。